# Hvarski kanal
Hvarski kanal je ožina, ki se nahaja v Jadranskem morju. Pripada Hrvaški.
Na zahodu ni pravih naravnih mej. Za mejo se lahko šteje črta od rta Kabal na polotoku Kabul na otoku Hvar do čezmorske vojne na otoku Brač. Na zahodu se kanal izlije na odprto morje. 
Na severu meji na otok Brač, na jugu pa na otok Hvar in progo od Sućurja do Podaca.
Na vzhodni strani je meja glavno zemljišče.